# Razambek Zhamalov
Razambek Salambekovich Zhamalov (em russo:  Разамбек Саламбекович Жамалов; Dagestan, 1 de julho de 1998) é um lutador de estilo-livre uzbeque.

## Carreira
Zhamalov fez sua estreia no estilo livre sênior no mesmo dia em que se tornou elegível, ao completar dezoito anos em julho de 2016, no Ali Aliev Memorial, onde ficou em décimo lugar após 1–1. Em novembro, ele conquistou a Copa Intercontinental, com uma vitória notável sobre o atual bicampeão asiático Daulet Niyazbekov nas finais.
Em janeiro de 2017, ele ficou em nono lugar no Golden Grand Prix Ivan Yarygin. Em março, ele subiu de 61 kg para 66 kg, conquistou o campeonato Roman Dmitriev Memorial e foi nomeado o Outstanding Wrestler, após derrotar quatro oponentes pelo mesmo placar de 10-0. Em setembro, ele ficou em oitavo lugar no Alexandr Medved Prizes. Para encerrar o ano, Zhamalov conquistou a Stepan Sargsyan Cup na Armênia em outubro.
Em 2018, ele começou subindo de 65 kg para 70 kg e, em março, se tornou bicampeão do Roman Dmitriev Memorial. Depois de se classificar em torneios Sub-20, Zhamalov lutou no Campeonato Russo de agosto, onde após registrar uma vitória por 8–1, foi derrotado em uma disputa acirrada de 1–2 contra o campeão mundial de 2015 e eventual campeão mundial de 2018 Magomedrasul Gazimagomedov, e então foi novamente derrotado pelo bicampeão mundial da faixa etária David Baev em uma derrota de última hora. Depois de um segundo lugar no Campeonato Mundial Sub-20, Zhamalov se tornou bicampeão da Copa Intercontinental, quando derrotou o campeão do torneio e campeão mundial militar de 2010 Aghahuseyn Mustafayev na final. Ele então representou a Rússia na Copa Akhmat Kadyrov, onde acumulou três cinco pontos e um quatro pontos para a equipe. Em dezembro, ele ficou em terceiro lugar no Torneio Internacional de Alans, com uma derrota solitária e acirrada para o campeão mundial de 2016, Magomed Kurbanaliev.
Em janeiro de 2024, Zhamalov mudou sua cidadania esportiva e foi transferido para o país do Uzbequistão. Em fevereiro, ele competiu no Grande Prêmio Botirlari do Uzbequistão, vestindo a regata uzbeque pela primeira vez em sua carreira. Ele conquistou a medalha de ouro com quatro vitórias sobre outros atletas uzbeques.
Em junho, ele cruzou o campo no Polyák Imre & Varga János Ranking Series para ganhar uma medalha de ouro com quatro vitórias consecutivas. Zhamalov ficou em uma posição mais alta do que seu compatriota uzbeque Bekzod Abdurakhmonov, que ficou em quinto lugar e qualificou o peso para o Uzbequistão nas Olimpíadas de Verão, ganhando o direito de competir nas Olimpíadas de Verão de 2024.
Em agosto, Zhamalov fez sua estreia olímpica nos Jogos Olímpicos de Verão de 2024 em Paris. No primeiro dia, ele obteve quatro vitórias consecutivas sobre outros lutadores nascidos na Rússia, derrotando o medalhista de prata olímpico Magomedkhabib Kadimagomedov, o quatro vezes campeão europeu Tajmuraz Salkazanov da Eslováquia, o campeão mundial sub-23 Chermen Valiev da Albânia e o campeão mundial universitário Viktor Rassadin do Tajiquistão, para avançar para as finais e garantir uma medalha. No dia seguinte, Zhamalov derrotou o medalhista mundial Daichi Takatani do Japão para ganhar a medalha de ouro e se tornar o campeão olímpico. Em 22 de agosto, o Ministro da Cultura Física e Esportes da Chechênia Akhmat Kadyrov presenteou os nativos da república, o vencedor e medalhista de bronze das Olimpíadas de Paris Razambek Zhamalov e Islam Dudaev.